# Ziegeleigrube Ennigloh
Die Ziegeleigrube Ennigloh ist ein Naturschutzgebiet mit einer Größe von etwa 4,6 ha in der zum Kreis Herford gehörenden Stadt Bünde. Es wird mit der Nummer HF-021 geführt und grenzt an die Bahnstrecke Bünde–Bassum. Geschützt werden im Umfeld der Grube liegende artenreiche Stillgewässer mit Schwimmblattvegetation, im östlichen und im nördlichen Teil liegen zwei flache, überwiegend besonnte Kleingewässer, in denen zahlreiche Amphibien leben. Die Grube selbst gehört nicht zum geschützten Gebiet.